# Isca (torrente)
Il torrente Isca è uno degli affluenti di sinistra dell'Ofanto.

## Informazioni
Sorge in territorio di Guardia Lombardi e sfocia nell'Ofanto in territorio di Morra De Sanctis. È alimentato principalmente da eventi meteorologici e dalle numerose sorgenti poco distanti dal suo corso.

### Invasi
Il Torrente Isca ha 2 invasi, il Lago Varnicola e il Lago Gavaretta, creati grazie a uno sbarramento permanente in cemento armato, entrambi in territorio di Morra De Sanctis.